# Johannes Schmidt (biolog)
Johannes Schmidt, danski biolog, * 2. januar 1877, † 21. februar 1933.
Najbolje je poznan po tem, da je leta 1920 odkril, da jegulje migrirajo v Sargaško morje, kjer so nato izlegla jajčeca.

## Nagrade
- Darwinova medalja (1930)
- Medalja Alexandra Agassiza (1930)
- Medalja Galathea (1930)
- Medalja Geoffroyja Saint-Hilaireja (1931)